# سه نوازنده (پیکاسو)
|                                                                                                |  | |
| پابلو پیکاسو، ۱۹۲۱، سه نوازنده ، رنگ روغن روی بوم، ۲۰۴٫۵ در ۱۸۸٫۳ سانتی‌متر، موزه هنر فیلادلفیا |  | پابلو پیکاسو، ۱۹۲۱، سه نوازنده ، رنگ روغن روی بوم، ۲۰۰٫۷ در ۲۲۲٫۹ سانتی‌متر، موزه هنر مدرن، نیویورک |

سه نوازنده (انگلیسی: Three Musicians; فرانسوی: Nous autres musiciens‎) عنوان دو تابلوی کلاژ و نقاشی رنگ و روغن شبیه به هم اثر هنرمند اسپانیایی پابلو پیکاسو است. آنها هر دو در سال ۱۹۲۱ در فونتنبلو در نزدیکی پاریس، فرانسه به اتمام رسیده‌اند و نمونه سبک کوبیسم ترکیبی، سطوح رنگی تخت و «ترکیب پیچیدهٔ پازل‌ مانند» و بازتاب تنظیم برش‌های کاغذ هستند که این سبک از آن نشأت گرفته است.
در حال حاضر یک نسخه متعلق به موزه هنر مدرن (MoMA) در شهر نیویورک است و دیگری در موزه هنر فیلادلفیا نگهداری می‌شود.